# Chydorus herrmanni
Chydorus herrmanni är en kräftdjursart som beskrevs av Brehm 1933. Chydorus herrmanni ingår i släktet Chydorus och familjen Chydoridae. Inga underarter finns listade i Catalogue of Life.